# Glasfabrik Lamberts
Glasfabrik Lamberts fu fondata nel 1887 da Laurenz Lamberts e oggi è un’impresa familiare giunta alla quarta generazione. La Glashütte è l’unica fabbrica di vetro al mondo non legata a un gruppo d’imprese a produrre vetro colato in tutte e quattro le varianti. In base alle indicazioni che lei stessa ha fornito, Lamberts è anche l’unica fabbrica di vetro in Germania e in Europa a realizzare tutte le fasi di produzione del vetro profilato per l’edilizia all’interno del continente europeo. La sede aziendale e stabilimento di produzione si trova a Holenbrunn, un quartiere di Wunsiedel nel Fichtelgebirge.

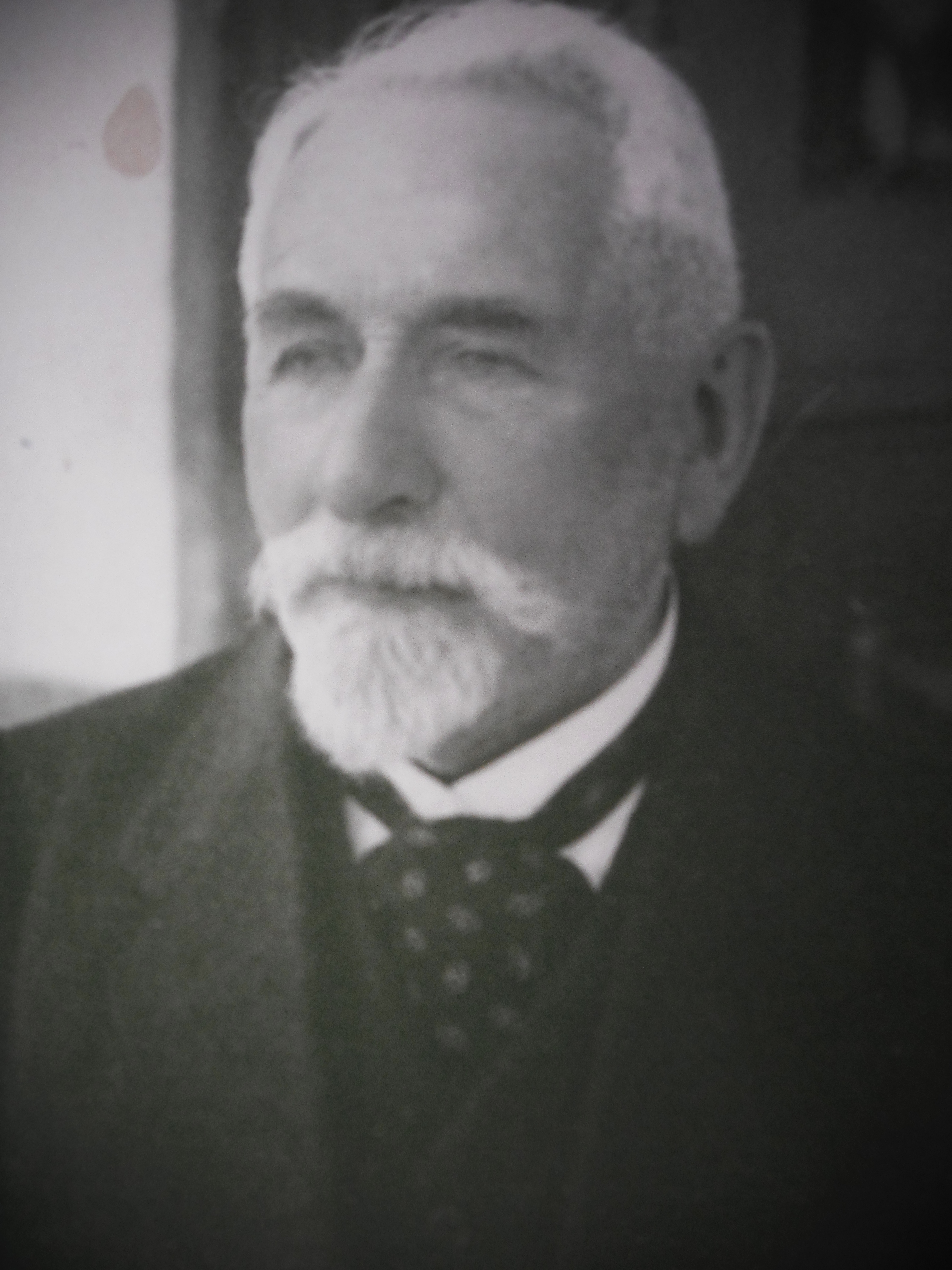
Il fondatore dell'azienda Laurenz Lamberts

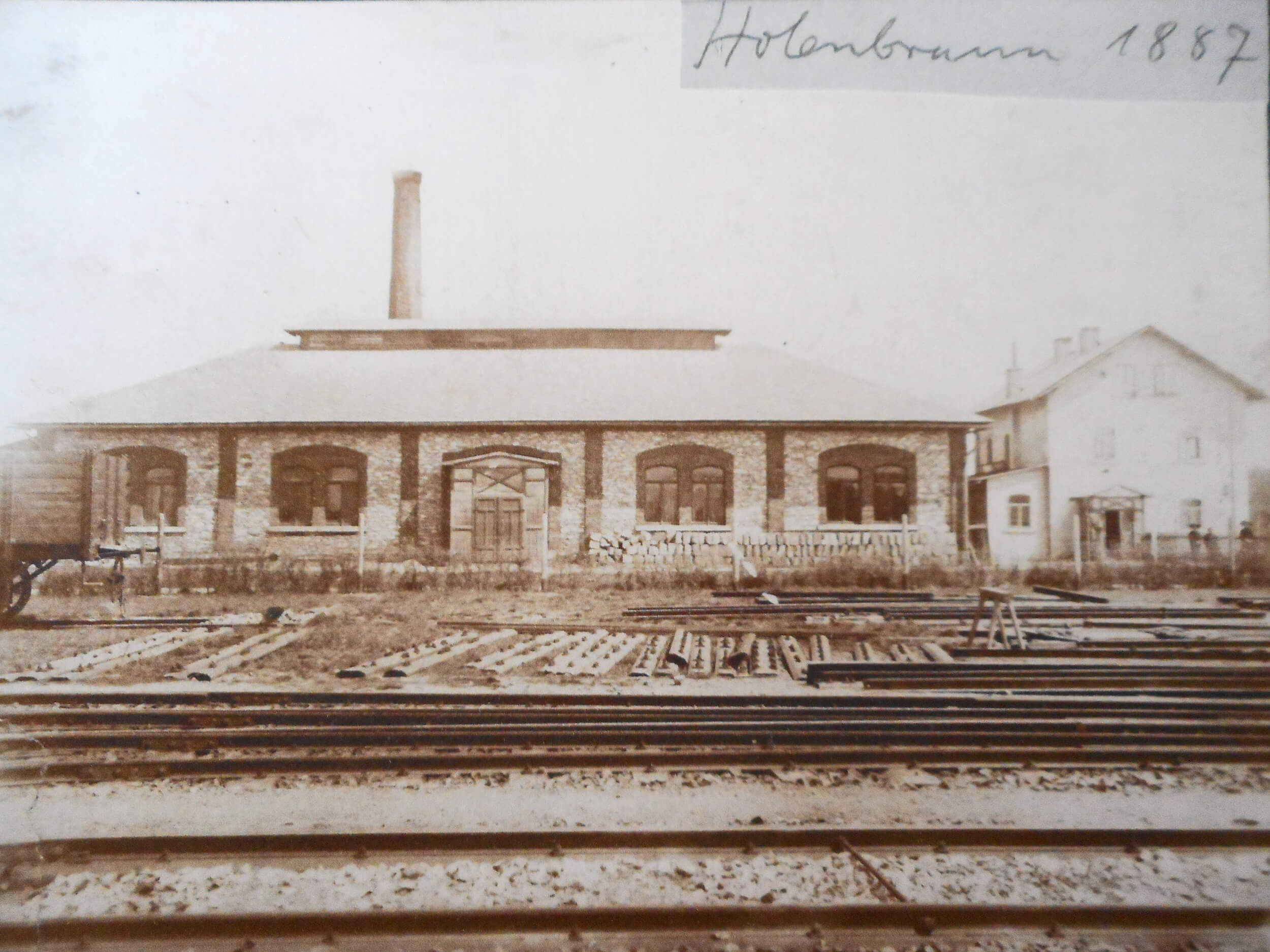
La fabbrica di vetro nel 1887

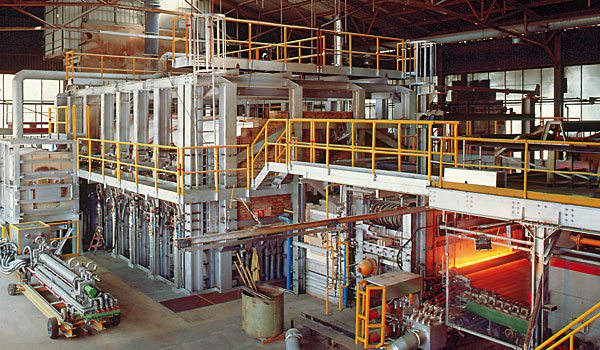
Il reparto di produzione della fabbrica di vetro oggi

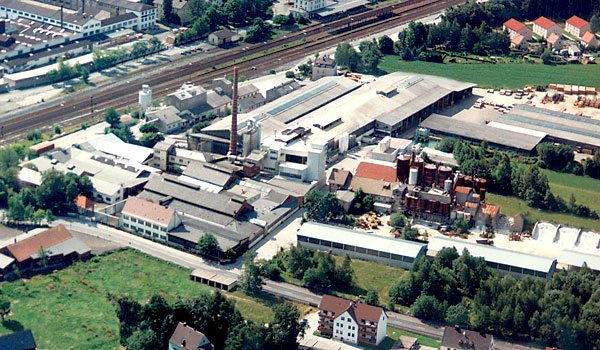
Ripresa aerea dello stabilimento di Wunsiedel

## Storia
Il 23 maggio 1887, Laurenz Lamberts acquistò l'area dello stabilimento. La scelta di Wunsiedel non fu casuale. Un primo motivo di questa ubicazione era la presenza di materie prime regionali. Anche oggi le risorse utilizzate per la produzione provengono direttamente dalla regione. La seconda e importante ragione era lo sviluppo della ferrovia Regensburg–Hof e il collegamento con Holenbrunn. Per l'azienda la stazione era fondamentale per il trasporto dei prodotti in vetro.

## Produzione
Glasfabrik Lamberts è l’unico produttore di vetro colato non legato a un gruppo d’imprese a realizzare vetro profilato, vetro ornamentale, vetro retinato e vetro solare senza antimonio.
Dal 1996 è l’unico produttore di vetro architettonico a realizzare tutti i vetri con l’ausilio di un forno di fusione con combustione a ossigeno, distribuiti come EcoGlass. Nei prodotti, inoltre, grazie a processi di produzione ottimizzati viene utilizzato fino al 50% di vetro usato e il 100% degli scarti viene riciclato. L'azienda lavora costantemente all’ulteriore riduzione delle emissioni di CO2. Dal 2011 l’intera produzione e l'amministrazione sono gestite esclusivamente con corrente elettrica ecologica proveniente da centrali idroelettriche ad acqua fluente della Baviera. Per tutti i prodotti in vetro è disponibile una dichiarazione ambientale di prodotto.

## Progetti
Studi di architettura di fama mondiale elaborano i loro progetti con il vetro Lamberts. In particolare, il vetro profilato LINIT U-Glass è utilizzato in numerosi progetti architettonici nel mondo: musei, teatri, centri commerciali, ospedali, uffici e stadi sportivi. Alcuni esempi:
- Pier 17, New York City, Stati Uniti d'America
- Sainsbury Wellcome Centre, Londra, Inghilterra
- Museo Nelson-Atkins, Kansas City, Stati Uniti d'America
- Institute of Contemporary Art, Boston, Stati Uniti d'America
- Stadio di calcio FC Espanyol Barcellona, Spagna
- Shaw Center for the Arts, Baton Rouge, Stati Uniti d'America
- Arts Center La Coruña, Spagna
- Facoltà di Belle Arti, Università di La Laguna, Tenerife, Spagna
- Adidas Factory Outlet, Herzogenaurach, Germania
- Ian Thorpe Aquatic Centre, Sydney, Australia
- Emirates Air Line (cabinovia), Londra, Inghilterra
- Ahn Jeung Geun Monument, Seoul, Corea del Sud
- Civic Center Parking, Santa Monica, Stati Uniti d'America